# Usiminas Airport
Usiminas Airport (portugisiska: Aeroporto da Usiminas) är en flygplats i Brasilien.   Den ligger i kommunen Santana do Paraíso och delstaten Minas Gerais, i den sydöstra delen av landet, 700 km sydost om huvudstaden Brasília. Usiminas Airport ligger 240 meter över havet.
Terrängen runt Usiminas Airport är platt. Runt Usiminas Airport är det glesbefolkat, med 12 invånare per kvadratkilometer.. Närmaste större samhälle är Ipatinga, 5,1 km väster om Usiminas Airport.
I omgivningarna runt Usiminas Airport växer i huvudsak städsegrön lövskog.